# Toucher-massage
Le toucher-massage est un concept créé dans les années 1980 pour sensibiliser et former les soignants aux attitudes et gestes d'accompagnement et de bien-être pour le patient.
Le toucher-massage se définit comme « une intention bienveillante qui prend forme grâce au toucher et à l’enchaînement de gestes sur tout ou partie du corps, qui permet de détendre, relaxer, remettre en forme, rassurer, communiquer ou simplement procurer du bien-être, agréable à recevoir et qui plus est à pratiquer. » C'est aujourd'hui une compétence enseignée aux soignants dans le cadre des soins d'accompagnement (non médicamenteux), dans une démarche davantage centrée sur la personne plutôt que sur sa pathologie.

## Définition
Le toucher-massage est un type de massage adapté aux soignants pour un usage au bénéfice des patients. Le toucher-massage s'applique dans une approche des soins motivée par une intention bienveillante, qui prend forme grâce au toucher et à l’enchaînement de gestes sur tout ou partie du corps, pour détendre, relaxer, remettre en forme, rassurer, communiquer ou simplement procurer du bien-être.

## Origine
Le concept du toucher-massage a été créé en 1982 par Joël Savatofski, masseur-kinésithérapeute, à la demande de l’Institut de formation aux soins infirmiers de Versailles qui souhaitaient bénéficier pour les élèves infirmiers d'un enseignement spécifique pour apprendre à détendre, apaiser et soulager les patients.

## Objectifs
Le toucher-massage peut être considéré comme :
- une autre manière de prendre soin des patients,
- un outil pour améliorer le bien-être des patients, agir contre l’inconfort, la douleur, l’anxiété,
- un outil pour communiquer avec les patients peu communicants,
- une pratique permettant au soignant de se détendre, prévenir le stress au travail, se remotiver, renforcer les liens et la convivialité au sein des équipes.

## Technique
La pratique du toucher-massage se décline sous forme de manœuvres (pressions, mobilisations, malaxages doux, glissés légers, caressants ou plus appuyés), qui se pratiquent en souplesse et en douceur avec la paume ou les doigts sur une partie du corps. Le rythme régulier et la technique du balancement du corps du masseur entraînent des effets de relâchement, d’apaisement, de mise en confiance.
Tous ces gestes sont précédés d’une prise de contact bienveillante (par exemple un toucher de la main) avec le(a) patient(e). Les gestes de toucher-massage s’adaptent aux besoins et ressentis de la personne et prennent en compte le moment de la journée, les autres soins reçus, les disponibilités du soignant et de son équipe. Ils peuvent être dispensés quelle que soit la situation du patient, assis ou allongé, avant, après ou pendant un soin.

## Marque déposée
Le toucher-massage est une marque déposée auprès de l’institut national de la propriété industrielle. Dépôt réalisé en mai 1996 renouvelé en avril 2006, sous le numéro d’enregistrement national 96626271.

## Congrès
Le premier Congrès européen du toucher-massage a eu lieu en mars 2004 à Paris. Cette manifestation destinée aux soignants a pour but de faire le point sur les applications du toucher-massage, de communiquer sur les expériences, les découvertes et réflexions des soignants sur l’intérêt et les bienfaits du toucher. Cinq autres congrès (événement biennal) ont été organisés en 2006, 2008, 2010, 2012 et 2014.

## Contexte français

### La masso-kinésithérapie et le massage
En France, les massages se sont développés dans le cadre des soins infirmiers.
Cette pratique, d’abord réservée aux hommes, est devenue progressivement une spécialité « infirmier-masseur ».
En avril 1946 est née la profession de masseur-kinésithérapeute, définissant ses propres critères de compétence.
Champ de compétence de la masso-kinésithérapie : « La masso-kinésithérapie consiste en des actes réalisés de façon manuelle ou instrumentale, notamment à des fins de rééducation, qui ont pour but de prévenir l’altération des capacités fonctionnelles, de concourir à leur maintien et, lorsqu’elles sont altérées, de les rétablir ou d’y suppléer. Ils sont adaptés à l’évolution des sciences et des techniques. »
Le volet « kinésithérapie » de ce métier s’est considérablement développé et perfectionné, aux dépens du volet «massage manuel», réduit à un acte occasionnel, codifié, technique et symptomatique. Ce massage est avant tout musculaire, tendineux, réflexologique, cellulitique, mécanique, au sein d’une démarche avant tout réparatrice[réf. nécessaire].
Définition du massage : « On entend par massage toute manœuvre externe, réalisée sur les tissus, dans un but thérapeutique ou non, de façon manuelle ou par l’intermédiaire d’appareils autres que les appareils d’électrothérapie, avec ou sans l’aide de produits, qui comporte une mobilisation ou une stimulation méthodique, mécanique ou réflexe de ces tissus. »

### Le toucher-massage et la masso-kinésithérapie
Le concept du toucher-massage associe volontairement les mots « toucher » et « massage » pour souligner l’importance du toucher et du tact dans la pratique du massage. Le toucher-massage s'exerce ainsi de façon non codifiée, motivée par une intention bienveillante, dans un cadre de préférence informel, dans une dimension globale et humaine. Cette approche se distingue donc de la kinésithérapie (axée sur la récupération fonctionnelle) dans la forme, dans la finalité et par les techniques utilisées.

### Le toucher-massage et la pratique soignante
Les premières applications du toucher-massage dans les services de soins se sont heurtées à une conception médicale organiciste et codifiée qui traite le patient comme un malade-objet-de-soins et non réellement comme un sujet à part entière. En effet, pour la médecine occidentale, la maladie est plutôt « un incident ou accident de parcours ayant des causes mécaniques laissant de côté l’histoire du sujet, son rapport au désir, à la mort, le sens de la maladie. »
Malgré ces résistances, dès le début des années 2000, des congrès et revues spécialisés ont ouvert leurs tribunes aux articles et interventions consacrés au toucher-massage :
- des revues spécialisées pour soignants, telles que L'Aide-soignante[9] et Soins[10], publient des articles sur les applications et résultats obtenus par la pratique du toucher-massage dans les soins.
- des congrès permettent aux soignants de communiquer sur les applications et résultats obtenus par leur pratique du toucher-massage[11],[12].

En 2006, Michelle Fortez, aide-soignante au Centre hospitalier de Chauny, est la première soignante en France à être détaché des soins pour mettre en œuvre ses nouvelles compétences en relation d'aide par le toucher-massage. Depuis lors, de nombreux soignants ont pu bénéficier de cette reconnaissance (détachement des soins à temps complet ou partiel). En octobre 2013, l'émission Le Magazine de la santé sur France 5 diffuse le reportage "Cancérologie : Le Bien-être au cœur des soins" consacré à Armelle Simon, infirmière spécialisée en sophrologie et toucher-massage au Pôle médecine cancer hématologie du CHU de Nantes Hôtel-Dieu, Nantes (Loire-Atlantique), pour son travail d'amélioration du mieux-être des patients en soins de support en cancérologie.
Une première analyse de la légalité de la pratique du toucher-massage dans le cadre de la pratique soignante a été réalisée en 2006 par Isabelle Robard, avocate spécialisée en droit de la santé. Cette analyse rend compte que si les masseurs-kinésithérapeutes peuvent revendiquer un monopole du massage dans le champ thérapeutique, ce monopole n'existe plus pour le toucher et le massage tels que pratiqués par les infirmières et aide-soignantes, et au-delà par toute personne, agissant dans les domaines de l'esthétique, du bien-être, du confort, du déstressage, de la communication.
Cette analyse est confortée en décembre 2012 par l’association Asteria qui publie une étude à destination des infirmières pour replacer le toucher-massage vis-à-vis du massage kinésithérapeutique. Cette étude conclut que : le « massage infirmier » ne s’oppose pas au « massage kinésithérapeutique » puisqu’il ne comporte pas de stimulation « mécanique » ou « réflexe » des tissus. Les mains des infirmières sont des interfaces dont la mission peut être la stimulation tactile (mais non fonctionnelle) du tissu cutané. Elles peuvent aussi agir comme vecteurs d’une relation non verbale, ou comme récepteurs d’informations qui viendront alimenter le raisonnement clinique et permettre la pose d’un diagnostic infirmier.

## Bienfaits

### Les études initiées par les soignants
Plusieurs études pour évaluer l'intérêt du toucher-massage dans les soins ont été menés par des équipes de soignants au sein de différents centres hospitaliers.
- « Prendre soin par le toucher-massage » ; par Ruth Rapin, infirmière-enseignante à Lausanne, article paru dans la revue suisse Krankenpflege – Soins infirmiers, à la suite de l’étude réalisée de 2001 à 2002 dans trois EMS (établissements médico-sociaux pour personnes âgées) du canton de Vaud en partenariat avec l’École de soins infirmiers de Chantepierre et son unité de recherche : « Le Toucher-massage et les personnes âgées. Aspects essentiels d’une étude clinique exploratoire menée sur les effets du toucher-massage aux résidents âgés de trois institutions d’hébergement (en Suisse) entre 2001-2002 »[17] ;
- « Les massages : quels bénéfices pour les patients ? » ; Article paru en janvier 2006 dans la revue INFOKara, par Monique Boegli (infirmière EMSP département ASPIC, HUG, Genève) et Elisabeth Cabotte (Infirmière EMASP, département de réhabilitation et de gériatrie, CESCO, Genève)[18]. Objectif de l’étude : « Rechercher les bénéfices réels ressentis par les patients douloureux chroniques et ou en soins palliatifs ».
- « Anxiété dans le cadre de soins palliatifs » ; article paru en novembre 2006 dans la Revue Médicale Suisse, par S. Pautex V. Toni P. Bossert H. Hilleret D. Ducloux J. Forestier E. Cabotte Y. Philippin H. Guisado N. Vogt-Ferrier[19]. Objectif de l’étude : évaluer l’intérêt de la relation d’aide, du massage, de la sophrologie, du soutien psychologique ou psychiatrique dans le cas de patients souffrant d’anxiété d’intensité légère à modérée dans le cadre d’une prise en charge non-médicamenteuse.

### Les études initiées par l'association Soiliance depuis 2009
En 2009, l’association Soiliance,, créée pour travailler à la reconnaissance du toucher-massage comme une compétence soignante, prend l’initiative en France d’une première étude scientifique sur le thème de l’intérêt du toucher-massage dans le soulagement de la douleur. Cette étude réalisée en 2011 a été précédée par deux études pilotes en 2009 et 2010. Fatima Medjahed, cadre de santé enseignante responsable du département recherche de l’Association Soiliance, a mis en place ces études.
La première étude pilote a été réalisée en collaboration avec l’équipe du service de soins de suite et de rééducation du centre médical Dieudonné à Bayonne (Pyrénées-Atlantiques) - Février 2009.
La seconde étude pilote a été réalisée à l’EHPAD Nicolas Rolin, au Centre hospitalier de Beaune (Côte-d’Or) - Août et septembre 2010.
L'étude scientifique a été réalisée à l’EHPAD de Chauny (Aisne) de mars à août 2011. Titre de l'étude : Étude scientifique sur l'efficacité d'une pratique non médicamenteuse, le toucher-massage, sur les douleurs chroniques des personnes âgées en institution. Référence : la synthèse des résultats de cette étude est actuellement (avril 2015) en soumission pour publication au sein d'une revue nationale de référence dans le domaine de la douleur.

## Applications dans les services
Le toucher-massage est une démarche d'accompagnement qui peut s'appliquer en soins généraux, comme dans l'ensemble des services hospitaliers spécialisés.

### En psychiatrie
Dans les services de psychiatrie, elle calme et participe à la mise en confiance nécessaire à l’instauration d’une relation d’aide.

### En gériatrie
En gériatrie, la pratique du toucher-massage contribue à rassurer, à donner du sens aux gestes techniques, et procure du bien-être lors de la toilette. Elle agit aussi, en apaisant la douleur morale et les douleurs chroniques des personnes âgées. Et, lorsque la dépendance psychique s’installe, elle favorise la communication, contribuant ainsi à préserver l’intégrité de la personne humaine,,,.

### En soins palliatifs
En unités de soins palliatifs, la pratique du toucher-massage est créatrice de liens dans un climat de confiance facilitant l’échange et le lâcher prise. La détente qu’elle provoque diminue l’angoisse qui majore souvent les syndromes douloureux et favorise l’endormissement. Elle permet aussi aux soignants de donner plus de sens à leur pratique, car ils s’adressent à un malade sujet, stimulant ses capacités sensorielles et vitales,,.

### En hospitalisation à domicile
Libérés des contraintes structurelles, à domicile, le soignant moins dérangé peut établir une relation privilégiée avec son patient et intégrer plus facilement le toucher-massage aux soins infirmiers, voire répondre directement à sa demande d’être massé,.

### En cancérologie
Le toucher-massage comme démarche d'accompagnement trouve sa place dans le bouleversement occasionné par l'apparition d'un cancer, ses conséquences physiques et psychologiques, les difficultés occasionnées par le traitement, le sentiment de solitude et d'isolement couramment rencontrés pendant la maladie mais aussi dans la phase de rémission,,,,.

### En réanimation
Dans les services où l’attention et le contrôle sont permanents, la dimension sécurisante, désangoissante du toucher-massage et du soignant « touchant » va aider les patients, réduire leur stress, créer l’apaisement,.

### Auprès des personnes handicapées
Revaloriser l'image d'un corps en souffrance, réapprendre à aimer son corps différent, abîmé par la vie, un accident, le handicap,.

### Lutte contre la douleur
Lors de la pratique du toucher-massage, l’attention de la personne est focalisé ailleurs et permet une diminution de la sensation douloureuse. Le toucher-massage provoque également la libération d'endorphine. Ces effets cumulés permettent une réduction sensible de la prise de psychotrope, de somnifère, d’anti-douleur notamment la morphine,,,,.